# Phora cilicrus
Phora cilicrus är en tvåvingeart som beskrevs av Schmitz 1920. Phora cilicrus ingår i släktet Phora och familjen puckelflugor. Inga underarter finns listade i Catalogue of Life.